# Unkle
Unkle (pisane również jako UNKLE) – brytyjska grupa muzyczna założona w 1994 roku przez dwóch szkolnych kolegów – Jamesa Lavelle'a i Tima Goldsworthy'ego. Zespół Unkle najczęściej określa się mianem grupy trip-hopowej.
Z grupą współpracowali m.in. Ian Astbury (The Cult), DJ Shadow, Thom Yorke (Radiohead), Michael Diamond (Beastie Boys), Richard Ashcroft (The Verve), Ian Brown, Josh Homme (Queens of the Stone Age), Robert Del Naja (Massive Attack), The Duke Spirit, Joel Cadbury (South), Gavin Clark i wielu innych artystów.

## Historia

### Początki
Po raz pierwszy o Unkle świat usłyszał w roku 1994, kiedy to wydany został minialbum The Time Has Come. W skład grupy wchodzili wówczas: Tim Goldsworthy, James Levelle i Masayuki Kudo. Zespołowi często towarzyszyli ludzie świata muzyki, jak na przykład Money Mark (Beastie Boys) czy  członkowie Scratch Perverts.
W roku 1995 ruszyły prace nad debiutanckim albumem. Wtedy też doszło do sprzeczki między członkami zespołu; okazało się bowiem, że Goldsworthy i Lavelle mają inne wizje tego, w jakim kierunku podążałaby grupa. Tim nie chciał wprowadzać żadnych zmian w muzyce, jaką Unkle tworzyli dotychczas dla wytwórni Mo' Wax, natomiast marzeniem Jamesa była współpraca z ludźmi świata hip-hopu i artystami rockowymi. Ten konflikt doprowadził w konsekwencji do odejścia Tima Goldsworthy’ego z zespołu. Jego miejsce zajął wówczas DJ Shadow, a cały nagrany wcześniej materiał odszedł w zapomnienie.
Rok 1998 był bardzo istotny w historii grupy. Poza trzema japońskimi minialbumami, wydany został debiutancki album Psyence Fiction. Podczas nagrywania tego albumu, członkom Unkle towarzyszyło wielu artystów muzycznych, m.in. Thom Yorke (Radiohead), Mike D (Beastie Boys), Jason Newsted (Metallica) czy Richard Ashcroft (The Verve). Po trasie koncertowej promującej Psyence Fiction DJ Shadow zdecydował się opuścić zespół. Wówczas nawiązana została współpraca z Scratch Perverts i Richardem File’em.

### Późniejsze lata
Po nagraniu debiutanckiej płyty, Psyence Fiction, członkowie Unkle obrali bardziej elektroniczny kierunek swojej twórczości. Przez dłuższy okres powstawały jedynie remiksy utworów z pierwszego albumu. Dopiero po pięciu latach od ukazania się Psyence Fiction, wydana została druga płyta, Never, Never, Land. Album, na którym wokalnie udzielił się Richard File, jest wynikiem współpracy z wieloma artystami, m.in. z Ianem Brownem, Joshem Homme (Queens of the Stone Age), czy Robertem Del Naja (Massive Attack).
We wrześniu 2006 wytwórnia Global Underground wydała album Self Defence: Never, Never, Land Reconstructed and Bonus Beats, na którym usłyszeć można remiksy i utwory bonusowe.
Latem 2007 roku przyszedł czas na następny, trzeci z kolei album Unkle, War Stories. Po raz kolejny do współpracy zaangażowali się inni artyści muzyczni: Josh Homme, Gavin Clarke, Robert Del Naja i Ian Astbury. Do powstania płyty przyczynili się także członkowie The Duke Spirit, Autolux a także Neil Davidge. Wtedy też Pablo Clements stał się członkiem zespołu Unkle.
W styczniu 2008 ukazała się kompilacja More Stories, będąca zbiorem zremiksowanych utworów pochodzących z War Stories. Kilka miesięcy później, czerwcu 2008, wydany został czwarty album Unkle, End Titles... Stories for Film. W tworzeniu płyty członkom Unkle towarzyszyli Chris Goss, Black Mountain, Philip Sheppard, Dave Bateman, Joel Cadbury i James Petralli (White Denim).

## Dyskografia

### Albumy
- Psyence Fiction (1998)
- Never, Never, Land (2003)
- Self Defence: Never, Never, Land Reconstructed and Bonus Beats (2006)
- War Stories (2007)
- End Titles... Stories for Film (2008)
- Where Did the Night Fall (2010)
- The Road, Part 1 (2017)
- The Road, Part II (Lost Highway) (2019)

### Single & EP
- The Time Has Come EP: A Tribute to Sun Ra and All Things Fucked Up (1994)
- Ape Shall Never Kill Ape (1997)
- Berry Meditation (1997)
- Rock On (1997)
- Last Orgy 3 (1998)
- Guns Blazing (wraz z Kool G Rap) (1998)
- Rabbit in Your Headlights (wraz z Thomem Yorke'em) (1998)
- Be There (wraz z Ianem Brownem) (1999)
- Cocaine and Camcorders (2001)
- Eye for an Eye (2003)
- In a State (2003)
- Reign (wraz z Ianem Brownem) (2004)
- Nights Temper EP (2007)
- Burn My Shadow (wraz z Ianem Astburym) (2007)
- Only The Lonely EP (2011)